# Флоренс Елдрідж
Флоренс Елдрідж (англ. Florence Eldridge; 5 вересня 1901, Бруклін, Нью-Йорк — 1 серпня 1988, Лонг-Біч, Каліфорнія) — американська акторка театру і кіно. Номінантка премії Тоні за найкращу жіночу роль у 1957 році за роль у бродвейській постановці «Довгий день йде в ніч».
Народилася в Брукліні, була одружена з актором Фредріком Марчем з 1927 до його смерті в 1975 році й часто з'являлася разом з ним на сцені й в кіно.
Померла від серцевого нападу у віці 86 років, похована разом з чоловіком.

## Вибрана фільмографія
- 1930 — Розлучення / The Divorcee
- 1933 — Історія Темпл Дрейк
- 1935 — Знедолені
- 1936 — Марія Шотландська
- 1948 — Акт вбивства